# Enterovirus 68
L'enterovirus 68 (EV68, EV-D68, HEV68) és un enterovirus membre de la família dels picornavirius. Aïllat per primera vegada a Califòrnia el 1962, durant un temps fou considerat com a rar i ha estat en una fase d'expansió a tot el món en el segle xxi. La infecció per EV68 ha estat implicada en casos greus d'una malaltia similar a la pòlio anomenada mielitis aguda flàccida, identificats a diversos països i causats per diferents clades del virus.
Segons la revisió de les sèries de casos registrats a la literatura mèdica entre 1957 i 2017 (abril), fou el segon enterovirus no-polio causant de MFA, després de l'enterovirus EV-71.

## Biologia
L'enterovirus 68 és un dels més de cent tipus d'enterovirus que existeixen, formats per un ARN monocatenari (en anglès: single-stranded ribonucleic acid o ssRNA), que comprenen els poliovirus, els coxsackievirus i els ecovirus. No posseeix embolcall víric. Correspon al grup IV de la classificació de Baltimore. A diferència de tots els altres enterovirus, l'EV68 mostra labilitat als àcids i una temperatura menor de creixement òptima, ambdós trets característics dels rinovirus humans. Prèviament va ser anomenat rinovirus humà 87 per alguns investigadors.
La seva replicació està lligada a una polimerasa ARN-depenent que és relativament termoestable, la proteïna no estructural 3Dpol.
El genoma d'alguna soca d'EV68 ha estat completament seqüenciat. És motiu d'estudi la possibilitat de la seva transmissió aérea.
L'anàlisi filogenètic de parts del genoma d'EV68 ha identificat quatre clades diferents del virus: A, B, C i D. El clade B s'ha dividit després en B1, B2 i B3. Les soques aïllades durant el brot de 2014 pertanyien al clade B, en particular al B1.
El virus té la capacitat de modificar el cicle vital de la cèl·lula hoste infectada per afavorir la seva replicació, d'una forma diferent a la d'altres virus de la seva família.
Per penetrar dins les cèl·lules, l'enterovirus 68 s'uneix a la molècula d'adhesió intercel·lular 5 (telencefalina), codificada pel gen ICAM5 i que actua com una proteïna receptora específica fonamental en el mecanisme d'infecció.

## Epidemiologia
Des del seu descobriment el 1962, l'EV-D68 s'havia descrit majoritàriament de forma esporàdica en casos aïllats. Sis grups (10 o més casos) o brots produïts entre el 2005 i el 2011 van ser registrats a les Filipines, al Japó, als Països Baixos, i als estats de Geòrgia, Pennsylvània i Arizona als Estats Units.
L'EV68 es va trobar en 2 de cada 5 nens durant un esclat d'una malaltia (2012/13) similar a la pòlio que es va detectar a Califòrnia. Un total de 699 casos d'infecció per EV-D68 es consideren confirmats arreu del món abans de l'any 2014.
Entre juny de 2014 i febrer de 2015 es va detectar un brot de EV-D68 a Dinamarca, sense cap cas de mielitis aguda flàccida. El primer cas a Europa d'afectació neurològica greu tipus pòlio derivada d'aquesta virasis fou descrit a França, al setembre de 2014. A la tardor de 2014 foren identificats dos casos de mielitis aguda flàccida a Noruega, relacionats amb infecció per EV-D68.
El primer cas de paràlisi flàccida aguda provocada per l'enterovirus D68 dintre de l'Estat espanyol fou identificat a Saragossa, al desembre de 2015, mitjançant PCR d'exsudat respiratori. Un estudi fet durant el període 2012-2013 en nens hospitalitzats, controls sans i nens amb infeccions respiratòries ambulatòries, va detectar el virus en un 2,5% dels nens hospitalitzats per patologia respiratòria (un total de 10/399), però també en una infecció lleu i en un cas asimptomàtic. Cap dels malalts requerí ingrés en UCIP i el quadre va caracteritzar-se per afectar preescolars amb sibilàncies o crisis asmàtiques d'inici sobtat i de curta duració, associades generalment a hipòxia. La clínica d'aquests pacients no fou diferent de la provocada per altres virasis, com ara la infecció per rinovirus.
L'any 2016 es van registrar casos d'infecció per una nova variant del virus, la B3, a Suècia (agost-setembre), Països Baixos (juny-juliol) i a Itàlia (juliol).
S'ha descrit que els casos ocorren al final de la temporada d'enterovirus, que és típicament durant els mesos càlids, des de la primavera a la tardor (agost i setembre a l'hemisferi nord).
Alguns autors consideren les infeccions per enterovirus 68 com una malaltia reemergent. Les diferències entre els clades i subclades del virus detectades en cada brot són grans i mostren la seva capacitat de canviar molecularment. Per exemple, a la Xina es registren les infeccions per EV-D68 des de 2006 i els casos, fins ara, han sigut esporàdics i sense complicacions neurològiques. L'anàlisi de les seqüències de 64 soques xineses del virus (56 obtingudes de biobancs del país i 8 aïllades de novo en mostres pediàtriques recollides per confeccionar l'estudi), mostra el canvi en el predomini dels genogrups circulants en el decurs dels darrers anys (genogrup A abans de 2013, cocirculació A i B entre 2011-2013 i dominància de les soques del genogrup B l'any 2014), indicatiu d'un gran dinamisme genètic viral. A cap de les soques es varen detectar els polimorfismes associats a neurovirulència presents a les soques del brot dels EUA. En l'Estat espanyol, es creu que aquest virus és un dels principals patògens adquirits a la comunitat causants d'insuficiència respiratòria aguda pediàtrica durant els mesos d'estiu.

## Factors predisposants
Els nens menors de 5 anys i els nens amb asma semblen tenir un major risc de contraure la malaltia, tot i que la malaltia també s'ha detectat en adults amb asma i immunosupressió.

## Brot d'Amèrica del Nord del 2014
L'agost del 2014, el virus va ser el causant de grups de malalties respiratòries als Estats Units d'Amèrica. A mitjans d'octubre 691 persones en 46 estats i el Districte de Colúmbia havien estat afectats per una malaltia respiratòria causada per l'EV-D68. Cinc nens van morir. Dos mesos després, la mateixa soca viral va arribar a alguns països del Carib amb una morbiditat menor.
Als EUA, els CDC van confirmar un total de 1.152 infeccions per l'EV-D68 entre agost i mitjans de desembre de 2014, a 49 estats i Washington DC.
Es pensa que tres clades diferents del virus varen circular durant el brot. Un subclade d'un d'ells en particular, filogenèticament únic i associat als casos de paràlisi, el B1, presenta diverses mutacions que podrien ser la causa de les alteracions neuropatològiques, possiblement a conseqüència d'una eventual recombinació intersubclade viral. A Ontario, al Canadà, el brot va provocar problemes respiratoris greus, però no paràlisis o paràlisis flàccides. Només un cas a la Colúmbia Britànica va presentar MFA a una extremitat, que fou refractària al tractament i no recuperable. Entre agost i desembre de 2014 es varen registrar a tres províncies del país tres morts causades per L'EV-D68. Els subclades predominants responsables del brot canadenc foren diferents al subclade neurotròpic identificat als EUA.
Signes i símptomes
L'EV68 predominantment provoca malalties respiratòries, que varien de lleus a greus, però pot causar un ampli ventall de manifestacions, que oscil·la entre símptomes subtils similars a la grip, una feble afecció respiratòria, disfuncions respiratòries agudes que requereixen hospitalització i tractament amb oxigenoteràpia (sobretot en nens asmàtics) i una síndrome neurològica que es presenta amb símptomes i signes deficitaris pareguts als de la pòlio. Igual com tots els enterovirus, pot afectar la pell causant erupcions cutànies variables, dolor abdominal i femtes toves. Els símptomes inicials són similars als del refredat comú, incloent secreció nasal, mal de coll, otàlgia, tos i febre. Si la malaltia progressa, es poden produir símptomes més greus, que inclourien dificultat per respirar com a la pneumònia, disminució de la consciència, reducció en la producció d'orina i deshidratació, bronquiolitis i insuficiència respiratòria. A la Colúmbia Britànica, un 30% dels nens infectats pel virus i amb dispnea van ser ingressats a l'UCI pediàtrica, gairebé la meitat d'ells sense comorbiditats destacables.
El grau de severitat dels símptomes experimentats sembla dependre de la població demogràfica en qüestió. Els experts estimen que la majoria de la població, de fet, ha estat exposat a l'enterovirus, però que els adults sans no presenten símptomes. Per contra, l'EV-D68 és desproporcionadament debilitant en nens molt petits i també en els individus molt febles. Molts centenars de persones, majoritàriament joves, van ser diagnosticades d'infecció per l'EV-D68; d'elles, almenys un centenar presentaren símptomes greus (com ara paràlisi). La primera víctima mortal va ser un nen de 4 anys a Nova Jersey, l'última setmana de setembre de 2014. La mateixa setmana morí una nena de 10 anys, a Providence (Rhode Island).

## Mielitis flàccida aguda (MFA)
Se sospitava d'aquest virus com a causa d'una rara paràlisi (paràlisi flàccida) semblant a la poliomielitis, atès que dos nens de Califòrnia que van donar positiu en les proves del virus tenien debilitat muscular o paràlisi d'una o més extremitats que va arribar al pic de gravetat dins de les 48 hores de l'aparició dels primers símptomes i sent la recuperació de la funció motora pobra als 6 mesos de seguiment. L'octubre del 2014, el CDC estava investigant 10 casos de paràlisi i/o disfunció cranial a Colorado i a altres zones de tot el país, coincidint amb l'augment de l'activitat de l'enterovirus D68. Fins al 23 d'octubre es creia que el nombre real de casos detectats podria ser de 100 o més.
A l'estat de Colorado es varen diagnosticar 11 casos de MFA infantil durant el brot viral ocorregut entre l'agost i l'octubre de 2014.
L'associació de infecció per EV-D68 i MAF compleix els criteris de causalitat de Bradford Hill. Històricament, la incidència d'infeccions per EV-D68 ha estat baixa, amb casos esporàdics i petits brots de limitada gravetat. Es desconeix si el fet era conseqüència d'una infradiagnosi o veritablement la presència global de la malaltia en la població era escassa, però estudis actius de vigilància de les infeccions per enterovirus (Alemanya 2013-14, Hong Kong 2014, França 2014 i Xina 2011-15) indiquen que l'EV-D68 provocava rarament malalties d'importància clínica en un passat recent. A partir de 2014, el nombre de brots ha augmentat i s'ha observat un increment significatiu de complicacions greus, entre elles la MAF. Diversos trebals han demostrat que les soques aïllades en els darrers brots són molt divergents de la soca descoberta al 1962, anomenada llavors virus Fermon.
La immunodepressió afavoreix el desenvolupament d'aquesta complicació neurològica, sobretot si la infecció pel EV-D68 afecta a malalts en tractament oncològic o portadors de processos greus que alterin l'eficàcia del sistema immunitari.
S'ha descrit la infecció per aquest virus i MFA en malalts sotmesos a trasplantament de cèl·lules mare hematopoètiques al·logènic. EV-D68 comparteix amb el poliovirus l'afinitat per receptors propis de les cèl·lules mare pluripotents existents a la medul·la òssia i es creu que es capaç d'infectar i replicar-se en les línies cel·lulars progenitores de l'hematopoesi humana, provocant una marcada pancitopènia. En alguns casos, la transmissió del virus es secundària al trasplantament i la medicació immunosupressora afavoreix la replicació/disseminació viral.
Models experimentals en murins, fets per científics nord-americans, demostren que la soca del EV-D68 del brot de 2014 té un especial tropisme per les neurones motores de la medul·la espinal. Els ratolins infectats presentaren paràlisi i molt poca pèrdua de les funcions sensorials. L'antígen del virus es va trobar quasi exclusivament a les banyes anteriors dels segments de medul·la espinal corresponents a les extremitats paralitzades.
El virus rarament es detecta en el LCR humà i les alteracions que s'observen en ell sovint són similars a les d'una meningitis asèptica, però s'acostuma a trobar al rentat broncoalveolar i a l'aspirat naso-faríngic. Les imatges radiològiques mostren alteracions a les prominències anteriors espinals i als nuclis del nervis motors del tronc de l'encèfal. Alguns casos de MFA causats pel clade B3 de l'EVD-68 han tingut una evolució favorable.
Es creu que la síndrome de Hopkins (una forma particular de paràlisi flàccida aguda, descrita per primera vegada l'any 1974, que només afecta les extremitats i que apareix en alguns nens després d'una crisi asmàtica) podria ser una de les conseqüències immunes de la infecció del tracte respiratori inferior per l'enterovirus D68.

## Diagnòstic
Els CDC (Centers for Disease Control and Prevention) van crear un test de polimerasa en temps real per accelerar la detecció d'aquest virus en els pacients. Posteriorment, es va desenvolupar un equip comercial automatitzat de PCR multi-propòsit, dissenyat per la Universitat de Chicago, que facilità el seu diagnòstic i el d'altres virus en mostres respiratòries.
Diversos especialistes creuen que és una infecció infradiagnosticada, ja que molts centres encara no disposen de tests de detecció amb prou capacitat per diferenciar clarament l'EV-D68 d'altres enterovirus. També s'han descrit reaccions creuades entre l'EV-D68 i alguns rinovirus.
Les recomanacions consensuades pels experts de la Societat Europea de Virologia Clínica (2018), inclouen l'estandardització de la recollida de mostres en els casos de sèpsia neonatal amb manifestacions neurològiques per tal de descartar la infecció pel virus, la pràctica d'anàlisis de RT-PCR específiques per detectar l'EV-D68 ràpidament i normes tècniques per aïllar-lo en cultius cel·lulars.
Oficialment, es van diagnosticar cinc casos d'infecció per EV-D68 amb afectació neurològica a la Unió Europea durant l'any 2016.

## Tractament
No existeix un tractament específic i no hi ha una vacuna, de manera que la malaltia ha de seguir el seu curs; el tractament es dirigeix a pal·liar els símptomes (tractament simptomàtic). La majoria de les persones es recuperen completament. No obstant això, alguns necessiten ser hospitalitzats, i alguns han mort a conseqüència del virus. Cinc casos de paràlisi per l'EV-68 van ser tractats sense èxit amb esteroides, immunoglobulina intravenosa i/o intercanvi de plasma sanguini. El tractament no va tenir cap benefici evident i tampoc es va observar la recuperació de la funció motora. Eventualment, s'han registrat casos d'afectació del SNC pel virus causants d'encefalitis i mielomeningoencefalitis de conseqüències funestes.
Una alta càrrega viral s'associa a infeccions greus del tracte respiratori inferior en la població pediàtrica que comporten l'ingrés hospitalari dels malalts, la instauració de mesures de suport ventilatori en ells i un curs clínic complicat.
Un estudi del 2015 va suggerir que el fàrmac antiviral pleconaril pot ser útil per al tractament de l'EV-D68.
Altres compostos antivirals (V-7404 i DAS181, entre d'altres) estan en una fase preliminar (II) d'assaig clínic in vitro. Alguns inhibidors d'acció directa dels enzims virals implicats en la replicació de l'ADN de l'EV-D68 semblen donar bons resultats experimentals, però cap d'ells ha estat aprovat per l'ús terapèutic.
Experiments in vivo amb determinades partícules expressades pel llevat metilòtrof Pichia pastoris demostren que tenen la capacitat d'induir la resposta immune de rosegadors infectats pel virus, la qual genera anticossos que protegeixen eficaçment les seves cries contra dosis letals d'EV-68. Els resultats representen una prova de concepte que indica la possibilitat de crear vacunes basades en aquest tipus de procediment. Ara per ara, en ratolins de laboratori lactants (els adults no són susceptibles a la infecció per l'EV-68), els resultats preliminars d'una vacuna candidata elaborada amb virus inactivats són prometedors.

## Prevenció
Els Centres per al Control i Prevenció de Malalties (CDC) dels EUA recomana "evitar els que estan malalts." Atès que el virus es transmet a través del contacte amb la saliva, el flegma o la femta, i la rentada de mans és molt important. Les persones malaltes poden intentar disminuir la propagació del virus amb mesures sanitàries bàsiques com cobrir-se el nas i la boca quan s'esternuda o es tus. Altres mesures inclouen la neteja de superfícies i de joguines.
Per als pacients hospitalitzats amb infecció per l'EV-D68, el CDC recomana precaucions basades en la transmissió, és a dir, les precaucions estàndard o precaucions de contacte, tal com es recomana per a tots els enterovirus, i eliminar tota possibilitat d'esquitxos dels elements tranmissors.

## Neteja de l'entorn sanitari
Segons les indicacions dels CDC, les superfícies dels centres sanitaris s'han de netejar amb un desinfectant de grau hospitalari que porti una etiqueta de l'EPA que l'identifiqui com a apte per l'eliminació de qualsevol dels diversos virus sense embolcall (per exemple, el norovirus, virus de la pòlio, rinovirus).